# Остров радости (Дебюсси)
Остров радости (фр. L'Isle joyeuse), L. 106 — фортепианная пьеса французского композитора Клода Дебюсси, написанная в 1903—1904 годах. Пьеса впервые была исполнена 10 февраля 1905 года испанским пианистом Рикардо Виньесом. В том же концерте он впервые сыграл другую пьесу Дебюсси — «Маски». Обе пьесы имеют некоторые автобиографические предпосылки и были написаны под впечатлением от картин французского художника Антуана Ватто (первоначально композитором обе пьесы задумывались как первая и последняя части своеобразного музыкального триптиха).

## История создания

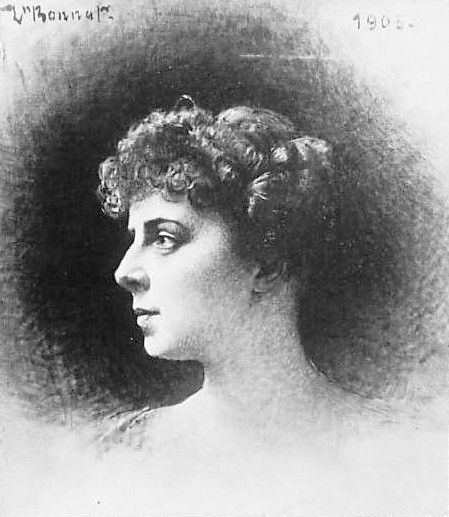
Эмма Бардак, портрет Леона Бонна

Создание этой пьесы музыковеды относят к началу периода музыкальной зрелости композитора, когда были созданы многие его значительные произведения, получившего в музыковедении название «великое шестилетие» (1903—1908).
Считается, что музыкальная композиция была вдохновлена находящейся в Лувре картиной художника Антуана Ватто «Паломничество на остров Киферу» (фр. Embarquement pour Cythère). Сюжет картины изображает аллегорическое паломничество современных Ватто персонажей на средиземноморский остров Киферу, расположенный к югу от Пелопоннеса, который в европейской культурной традиции ассоциировался с «островом счастья», любви и наслаждения. Следует отметить, что композитор неоднократно обращался в своём творчестве к тематике «галантного века», к которой можно отнести его произведения «Бергамасская сюита», вокальные циклы «Сборник Ванье» и обе тетради «Галантных празднеств».
Также при создании этого произведения значительное место занимают автобиографические мотивы из жизни композитора в этот период. В июле 1904 года Дебюсси, женатый на манекенщице Розали (Лили) Тексье, и певица-любительница Эмма Бардак, которая была замужем за парижским финансистом Сигизмундом Бардаком, бросают своих супругов, бежав из Парижа. Лето и осень они проводят вдвоём на севере Франции и некоторое время в Англии (Джерси, Истборн). В эти напряжённые и драматические месяцы их жизни появились фортепианные пьесы Дебюсси, олицетворяющие как бы два полюса его душевного состояния: трагическое отчаяние и драматизм в пьесе «Маски» и жизнерадостный восторг в «Острове радости».

## Характеристика
Главная тема пьесы, имеющая танцевальный характер и совмещающая в своём изложении радостную пунктирную ритмику с элементами тарантеллы, звучит в разных тональностях, чаще всего — в основной (A-dur). Выполнена пьеса в модифицированной сонатной форме, передающей развёртывание музыкального материала при нарастании звучности и движения «всё более и более оживленного» с заключительным апофеозом, построенным на теме побочной партии. По характеру фортепианного письма «Остров радости» в большей степени, чем любая другая пьеса Дебюсси, приближается к романтической традиции бравурного пианизма так называемого «большого стиля», который ассоциируется прежде всего с пианистическим стилем Ференца Листа. Осенью 1904 года Дебюсси писал своему постоянному издателю Жоржу Дюрану по поводу этого сочинения:
Но, боже! Как: это трудно сыграть ... Мне кажется, что в этой пьесе соединены все способы игры на фортепиано, потому что там сила сочетается с изяществом... если осмелюсь так сказать.
 По воспоминаниям пианистки и музыкального деятеля Маргерит Лонг, близкой подруги композитора, которой он давал ценные указанию по пониманию его музыки и её исполнению, он придавал особое значение этой пьесе, стоящей несколько особняком в его творчестве:
Я тоже полюбила это замечательное произведение, яркое, трудное, где гармонию украшает фестонами виртуозность, подсказанная великими произведениями XVIII века. Приходит на память Ватто, „Отплытие на Киферу“, бывшее для Дебюсси желанным образцом для подражания.

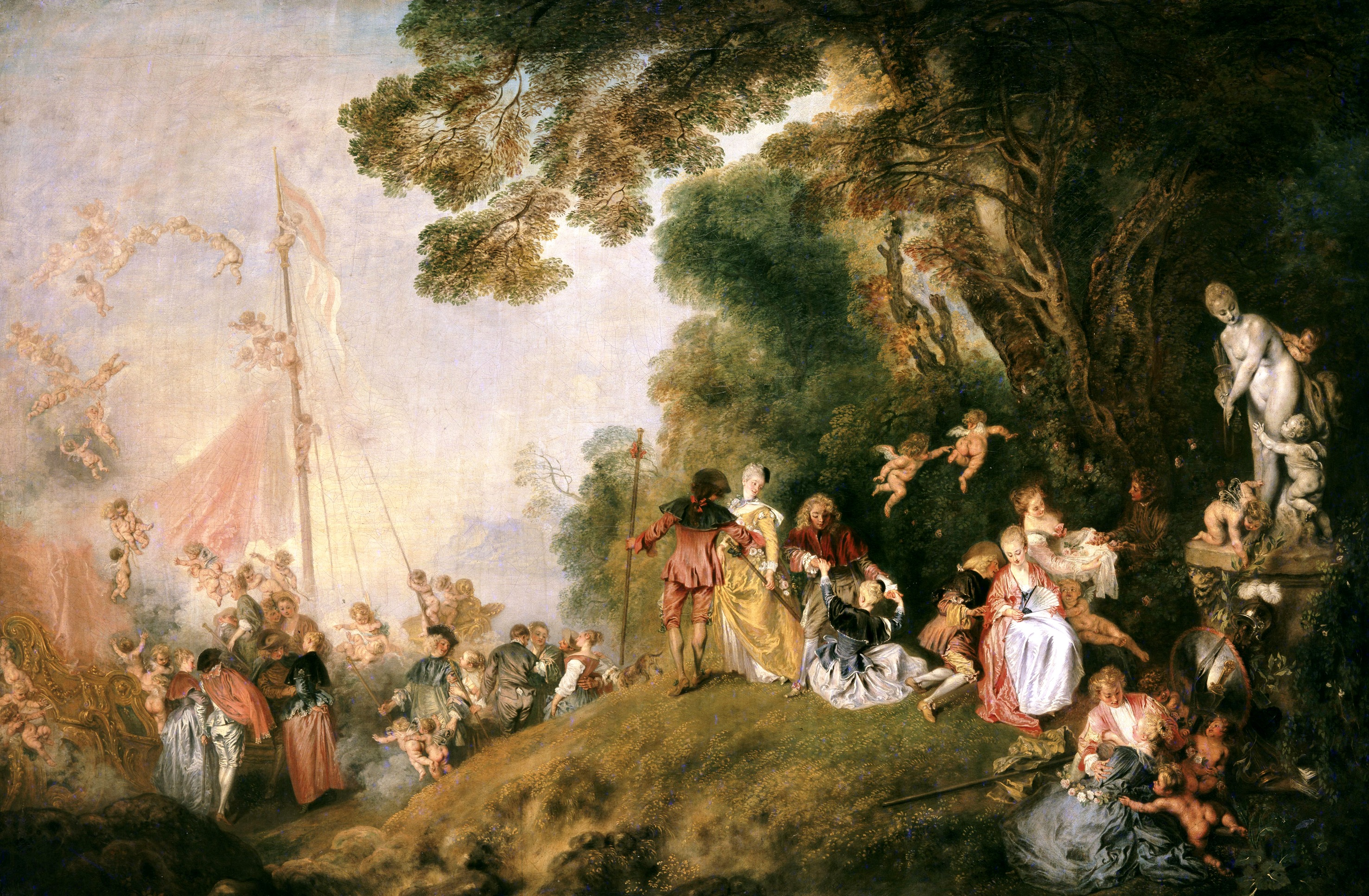
Антуан Ватто. Паломничество на остров Киферу (2-й вариант). Ок. 1718. Дворец Шарлоттенбург, Берлин

Кремлёв Ю. А., отмечая, что пьеса «явилась едва ли не самым сильным утверждением восторга и света во всём пианистическом наследии Дебюсси», писал:
Связь этой лучезарной музыки с личными переживаниями 1904 года несомненна; и нельзя не заметить, что изящные и изысканно колоритные, но церемониальные образы картины Ватто совершенно преодолены в „Острове радости“.